# Stefan Krook
Stefan Ewert Herman Krook (Gotemburgo, 1 de outubro de 1950) é um velejador sueco, medalhista olímpico. Ele competiu nos Jogos Olímpicos de Verão de 1972 na classe Soling e conquistou a medalha de prata, ao lado de Stig Wennerström, Lennart Roslund e Bo Knape. Ele também ganhou duas medalhas de bronze nos Campeonatos Mundiais de 1973 e 1979, e várias medalhas de ouro nos Campeonatos Nórdico e Sueco na classe Soling.